# El Vocero
El Vocero és un tabloide porto-riqueny fundat el 1974 publicat a San Juan. Des de 1974, El Vocero fou inicialment el tercer del quatre diaris més grans de Puerto Rico, darrere El Mundo i El Nuevo Día i per davant en vendes d’El Reportero i El San Juan Star. Amb el tancament provisional el 1990 de El Mundo, El Vocero va esdevenir encara més popular, convertint-se en el segon diari més gran de l'illa. És propietat des de 1985 de Caribbean International News Corp.
Per la major part de la seva història, El Vocero va ser conegut com a diari sensacionalista que dramatitzaba les notícies violentes. Tanmateix, a principi dels anys 2000, el diari va canviar de direcció, esdevenint un diari general, amb una major cobertura d'entreteniment així com notícies empresarials, i portant notícies polítiques.
El 8 d'abril de 2007, Gaspar Roca, un dels fundadors i editor en cap va morir per causa d'una aturada respiratòria i va ser reemplaçat pel seu fill Miguel Roca. Des del 2011 va ser substituït per Peter Miller. A causa de dificultats financeres, el desembre de 2013 El Vocero es va declarar en fallida. El nou propietari i l'editor és Publi-Inversiones, format per un grup d'emprenedors locals i dirigit per Edward Zayas, periodista i editor conegut i Secretari de Premsa del Governador de Puerto Rico, Luis Fortuño.